# 大和文華館

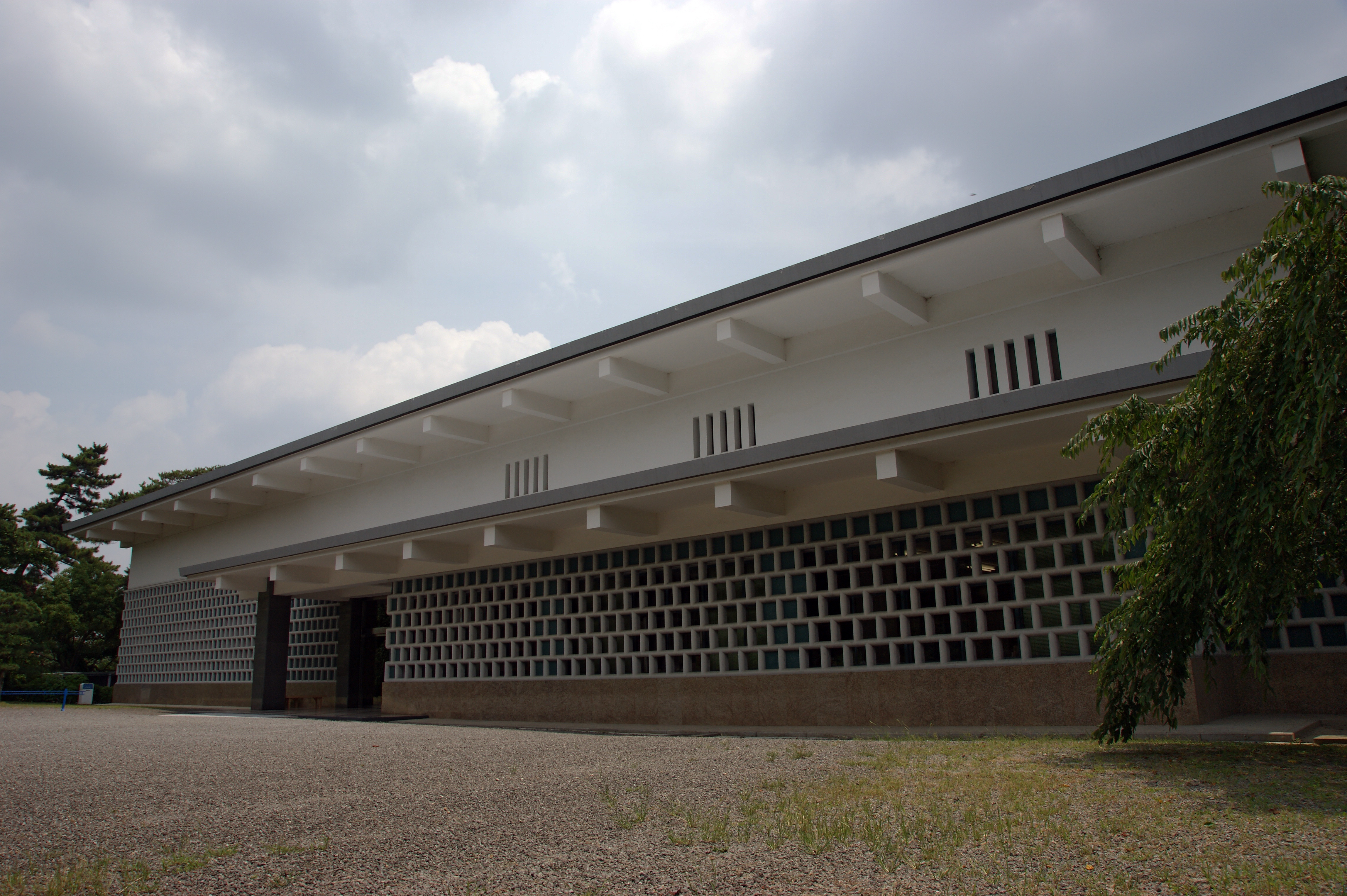
大和文華館

大和文華館（日语：やまとぶんかかん）是位於日本奈良縣奈良市的一座主要收藏東洋古美術的私立美術館。這座美術館由近畿日本鐵道（近鐵）社長種田虎雄設立於1946年，在1962年獲得了第3屆BCS賞。總藏品數約有2000件，其中有4件是日本國寶。

## 外部連結
- 大和文華館 （页面存档备份，存于）
- 维基共享资源上的相關多媒體資源：大和文華館